# Anderson Lim
Anderson Lim (n. Bandar Seri Begawan, 27 de septiembre de 1995) es un nadador de estilo libre bruneano.

## Biografía
Debutó nadando en el Campeonato Mundial de Natación en Piscina Corta de 2010, sin obtener medalla alguna. Al igual que en el Campeonato Mundial de Natación de 2011 y en el Campeonato Mundial de Natación en Piscina Corta de 2012. Hizo su primera aparición en los Juegos Olímpicos de Londres 2012, nadando en la prueba de 200 m libre. Nadó en la primera serie, y quedó tercero de la misma con un tiempo de 2:02.26 que le dio el récord nacional, insuficiente para pasar a las semifinales al quedar en la posición 40 en el sumario total.